# Durbar

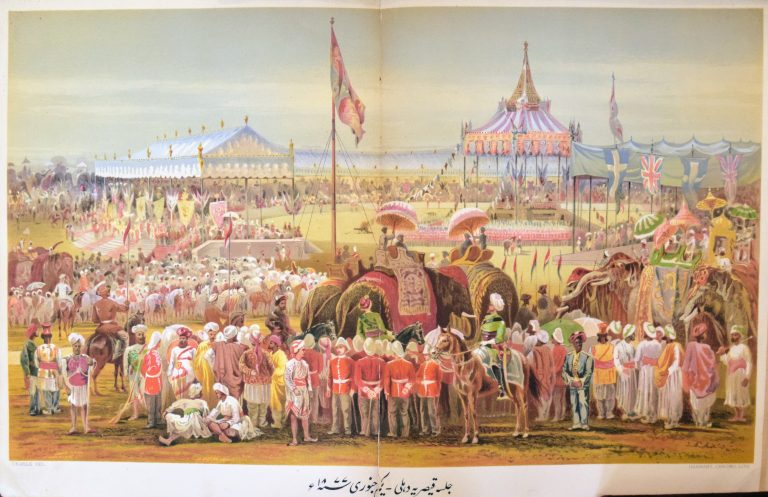
1877 års Delhi Durbar

Durbar (Persiska: دربار – darbār) är en persiskt term som står för en monarks sammanträde eller rådsmöte om statens angelägenheter. Termen användes i både muslimska och hinduiska stater i Indien, och närliggande stater som Afghanistan, för rådsmöten, audienser och offentliga mottagningar. 
Mogulkejsarna höll två olika durbars, en för ministrar och en för allmänheten. De indiska furstestaterna höll sådana till in på 1900-talet. 
I Brittiska Indien stod Durbars för de ceremoniella högtider där de inhemska indiska potentaterna; sultaner, maharadjor och furstar, offentligt betygade sin lojalitet till den brittiska monarken genom den brittiska vicekungen. De mest berömda brittiska durbarerna var de tre stora Delhi Durbars, som hölls i Delhi; en när det brittiska kejsardömet proklamerades år 1877, och efter de följande tronskiftena 1903 och 1911.   